# 春江水库
春江水库是中国海南省儋州市西部春江中游的一座中型水库，是一座以灌溉为主，结合防洪、养鱼及城市供水等综合利用的年调节水库。工程始建于1958年5月，2000～02年进行了加固扩建。现水库总库容为6360万立方米，正常蓄水库容3720万立方米。水库周边以农业为主，主要种植橡胶等热带经济作物、甘蔗及速生林，低洼地种植水稻。该水库是春江灌区的主要供水水源，设计灌溉面积2240公顷，实际灌溉面积1480公顷。